# Trilveen
Trilveen is een zeldzaam bodem- en vegetatietype dat bestaat uit een dunne en uiterst slappe 'bodem' die vooral uit zegge- en graswortels bestaat en op water of slappe modder drijft. Het komt alleen voor in laagveengebieden, zoals het veenweidegebied.
Trilveen ontstaat uit een ander verlandingsproces dan de meer gebruikelijke laagveenverlanding, die onder meer tot rietland leidt. Noodzakelijke voorwaarden  zijn het veel voorkomen van drijftillen met bijvoorbeeld krabbenscheer of waterscheerling. Trilveen kan niet overal ontstaan, voor het ontstaan van tril is de aanvoer van zowel oligotroof) als mineraalrijk water nodig. Verzuring van het milieu werkt het ontstaan van trilvenen tegen.
Trilveen kenmerkt zich door een specifieke plantengroei bestaande uit onder andere groenknolorchis, veenmosorchis, schorpioenmos en draadzegge.
In Vlaanderen wordt een trilveen ook kwacht (kwagt) of kragge genoemd. De enige natuurreservaten waar men anno 2020 trilveen kan terugvinden in Vlaanderen, zijn Torfbroek in Berg (Kampenhout) en Cassenbroek in Bonheiden.
In Nederland vinden we trilvenen vooral in Overijssel in de natuurgebieden De Wieden en de Weerribben. In de Molenpolder (Utrecht) wordt via een LIFE+ project getracht het trilveen te versterken.
Trilvenen moeten voor hun behoud als hooiland worden beheerd, hetgeen vanwege de bodem vrij lastig kan zijn. Er bestaat nog maar een zeer beperkte oppervlakte aan trilveen. Het betreden van trilveen door het publiek moet ten sterkste worden afgeraden en is dan ook overal verboden.

## Trilvenen in Nederland in de Romeinse tijd
In de Panegyrici Latini VIII over keizer Constantius in 296 wordt een landschapstype beschreven in het gebied van de Schelde en het gebied dat de twee Rijnarmen omsluit en dat overeenkomt met trilveen.

## Voetnoten
1. ↑  http://www.vlaamswoordenboek.be/definities/term/kwacht
2. ↑  Pan., geciteerd in Nixon en Rodgers, blz. 120.
During the whole of this period, however, you never ceased to destroy those enemies whom terra firma permitted you to approach, although that region which was liberated and purged of the enemy by your divine campaigns, Caesar, through which the Scaldis [Scheldt] flows with its meandering channels and which the Rhine embraces with its two arms, is hardly land at all, if I may hazard the expression. It is so thoroughly soaked and drenched with waters that not only where it is obviously marshy does it yield to pressure and engulf the foot which treads it, but even where it seems a little firmer it shakes when subjected to the tramp of feet and attests by its movement that it feels the weight from afar. Thus the fact is that this land swims on what underlies it and, suspended there, trembles so extensively that one might claim with justification that such terrain existed to give soldiers practice in naval warfare.

## Externe bron
- Nixon en Rogers op Google Book
- Het Broek van Claes. (Ernest Claes Van de os en de ezel)